# Municipio de Rost
El municipio de Rost (en inglés: Rost Township) es un municipio ubicado en el condado de Jackson en el estado estadounidense de Minnesota. En el año 2010 tenía una población de 211 habitantes y una densidad poblacional de 2,26 personas por km².

## Geografía
El municipio de Rost se encuentra ubicado en las coordenadas 43°37′52″N 95°16′31″O / 43.63111, -95.27528. Según la Oficina del Censo de los Estados Unidos, el municipio tiene una superficie total de 93.49 km², de la cual 93,49 km² corresponden a tierra firme y (0 %) 0 km² es agua.

## Demografía
Según el censo de 2010, había 211 personas residiendo en el municipio de Rost. La densidad de población era de 2,26 hab./km². De los 211 habitantes, el municipio de Rost estaba compuesto por el 95,26 % blancos, el 0,47 % eran amerindios, el 3,32 % eran de otras razas y el 0,95 % eran de una mezcla de razas. Del total de la población el 3,32 % eran hispanos o latinos de cualquier raza.